# Zieleń bromokrezolowa
Zieleń bromokrezolowa – związek organiczny, barwnik, stosowany jako wskaźnik pH, głównie w analityce organicznej. Otrzymywana w wyniku bromowania purpury m-krezolowej (m-krezolosulfoftaleiny) w środowisku alkoholu. Zieleń bromokrezolowa jest ciałem stałym koloru od białego do kremowego.
| Zieleń bromokrezolowa | Zieleń bromokrezolowa | Zieleń bromokrezolowa |
| --------------------- | --------------------- | --------------------- |
| pH < 3,8              | ⇄                     | pH > 5,4              |